# Condé-sur-Noireau
Condé-sur-Noireau là một xã ở tỉnh Calvados, thuộc vùng Normandie ở tây bắc nước Pháp.

## Dân số

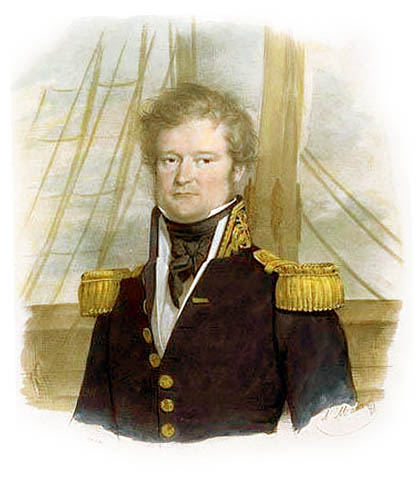
Jules Dumont d'Urville

| Năm    | 1800  | 1851  | 1881  | 1911  | 1931  | 1946  | 1954  |
| ------ | ----- | ----- | ----- | ----- | ----- | ----- | ----- |
| Dân số | 3 700 | 6 368 | 7 279 | 5 604 | 4 852 | 3 358 | 4 277 |

| Năm | 1962  | 1968  | 1975  | 1982  | 1990  | 1999  | 2006  |
| --- | ----- | ----- | ----- | ----- | ----- | ----- | ----- |
| Dân số | 6 254 | 6 589 | 7 287 | 7 098 | 6 309 | 5 820 | 5 603 |
| From the year 1962 on: No double counting—residents of multiple communes (e.g. students and military personnel) are counted only once. 2006: Provisional population (annual survey). |       |       |       |       |       |       |       |

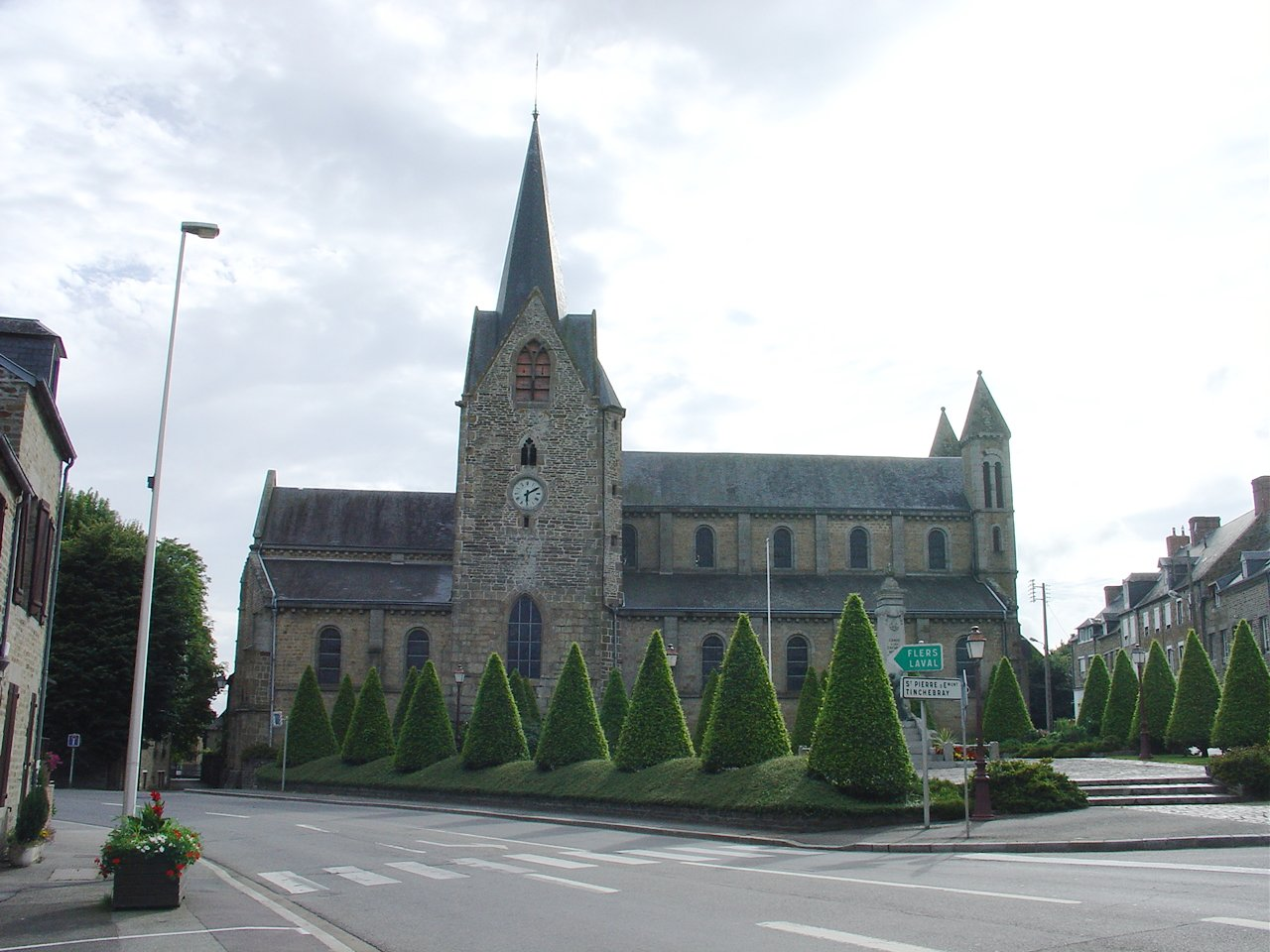
L'élise Saint-Martin
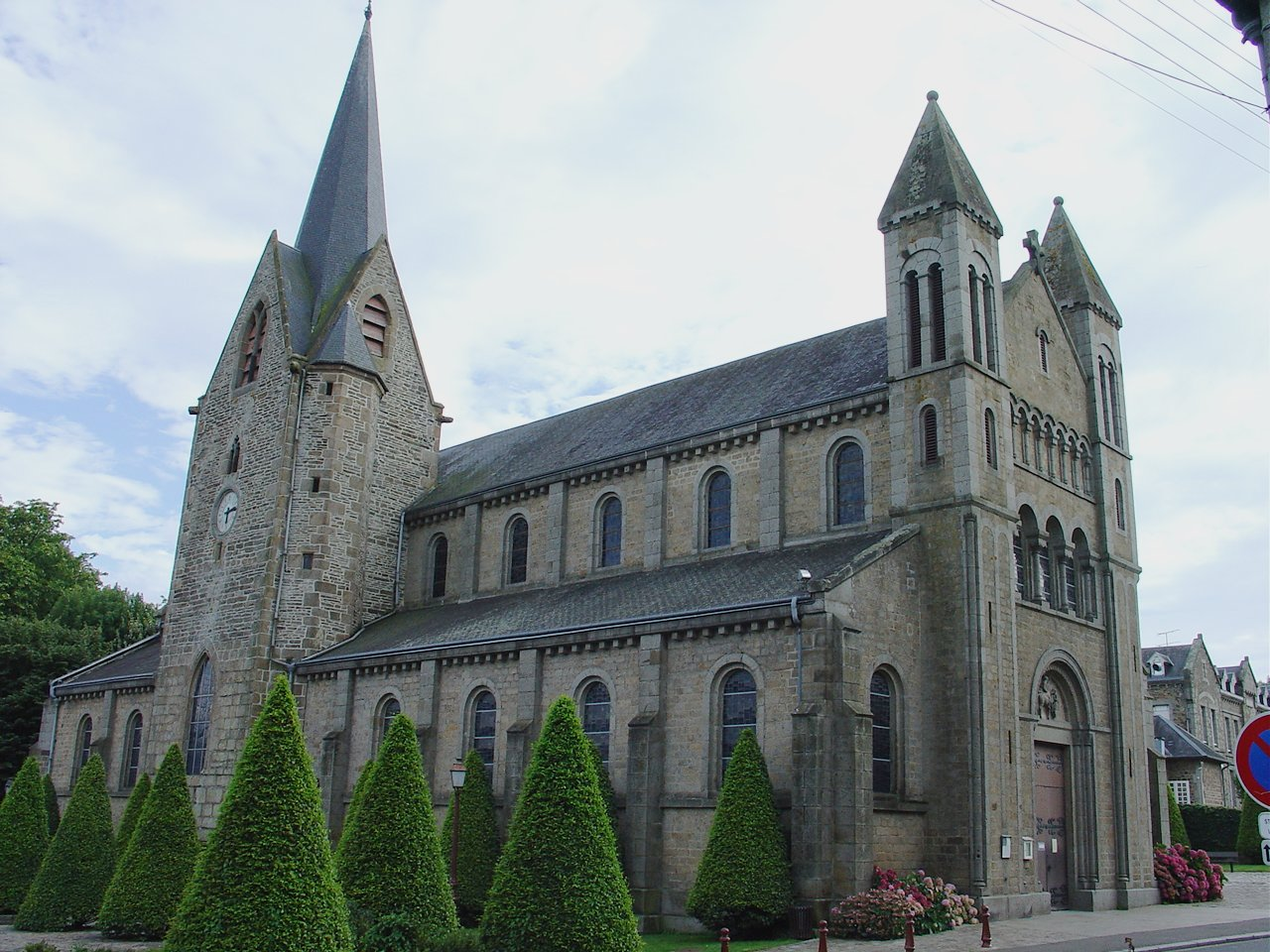
L'église Saint-Martin
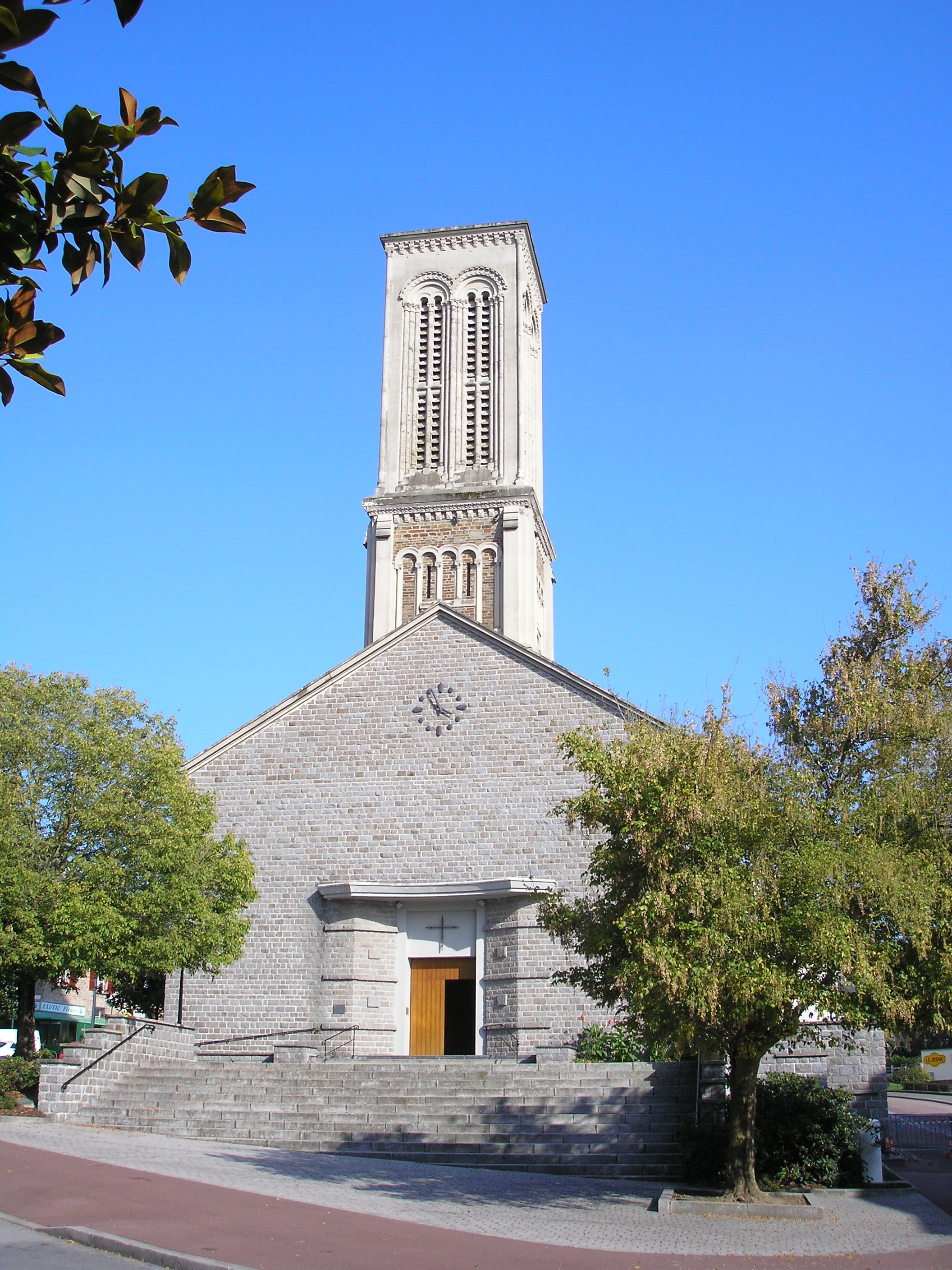
L'église Saint-Sauveur

- Église Saint-Martin
- Église Saint-Sauveur
- Temple Protestant
- Chapelle St-Jacques
- Calvaire Anti-Pesteux
- Hôtel de Dieu
- La gare
- Musée Charles Léandre.

## Hình ảnh

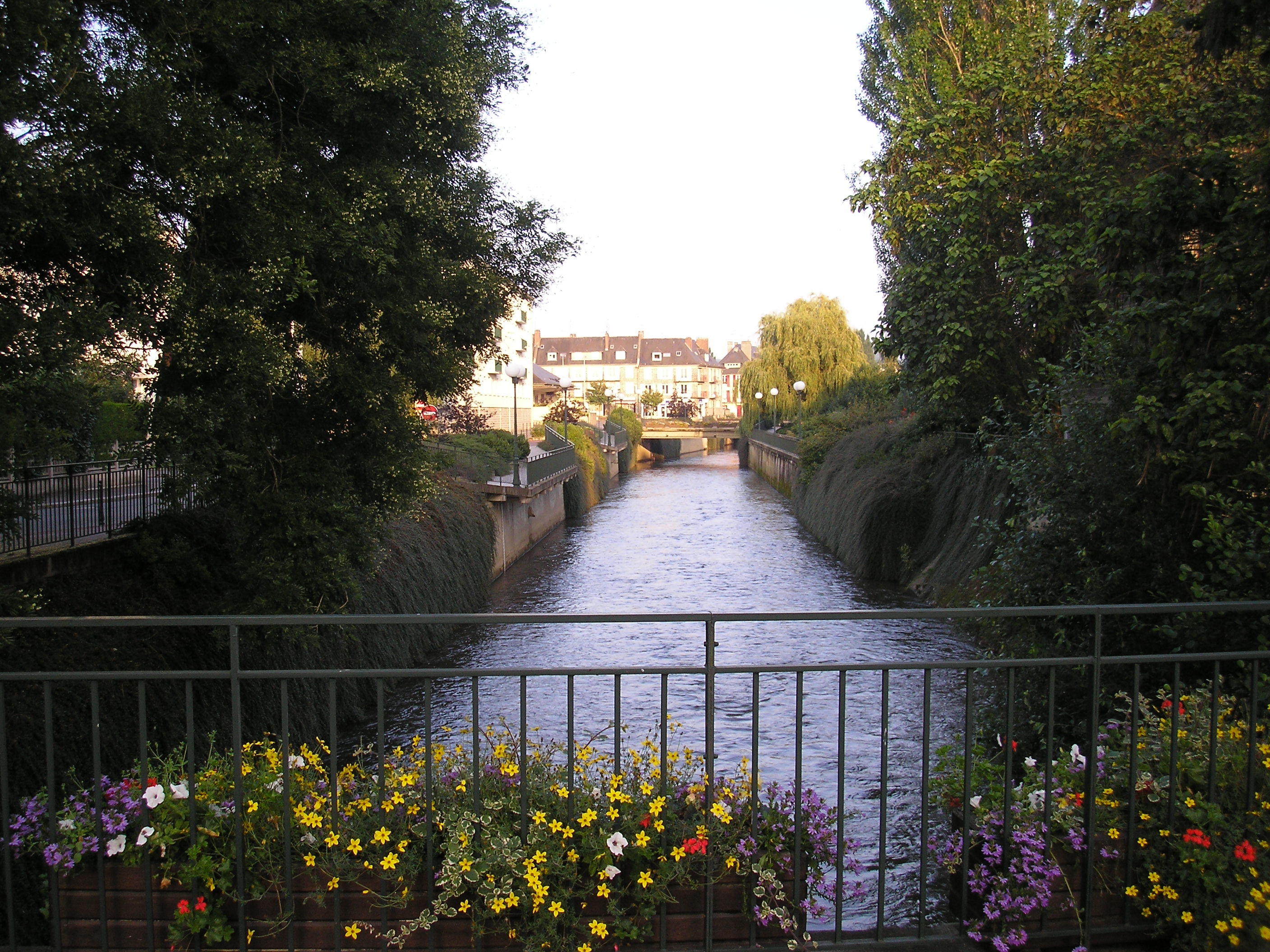
La Druance dans le centre-ville
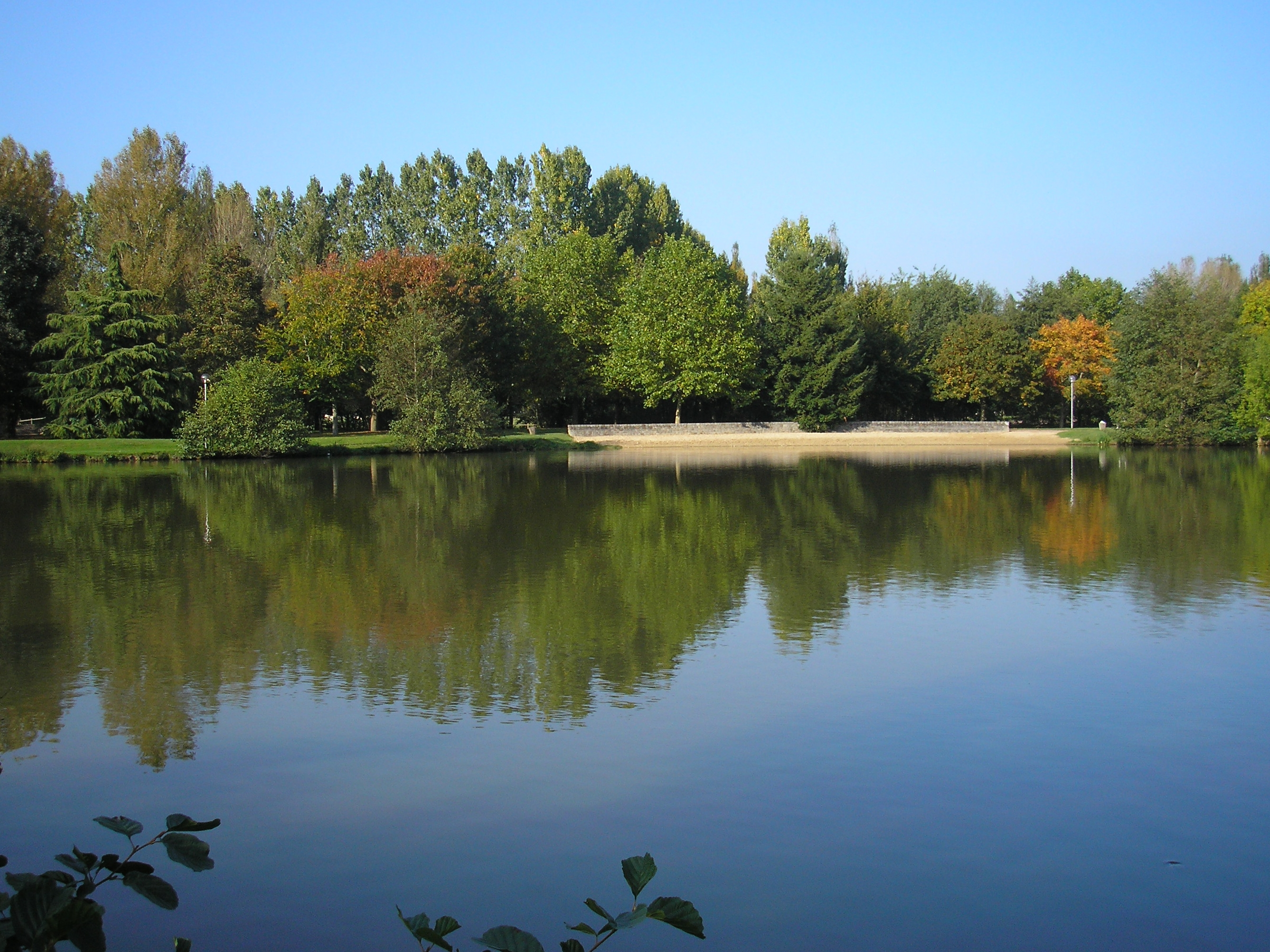
La plage
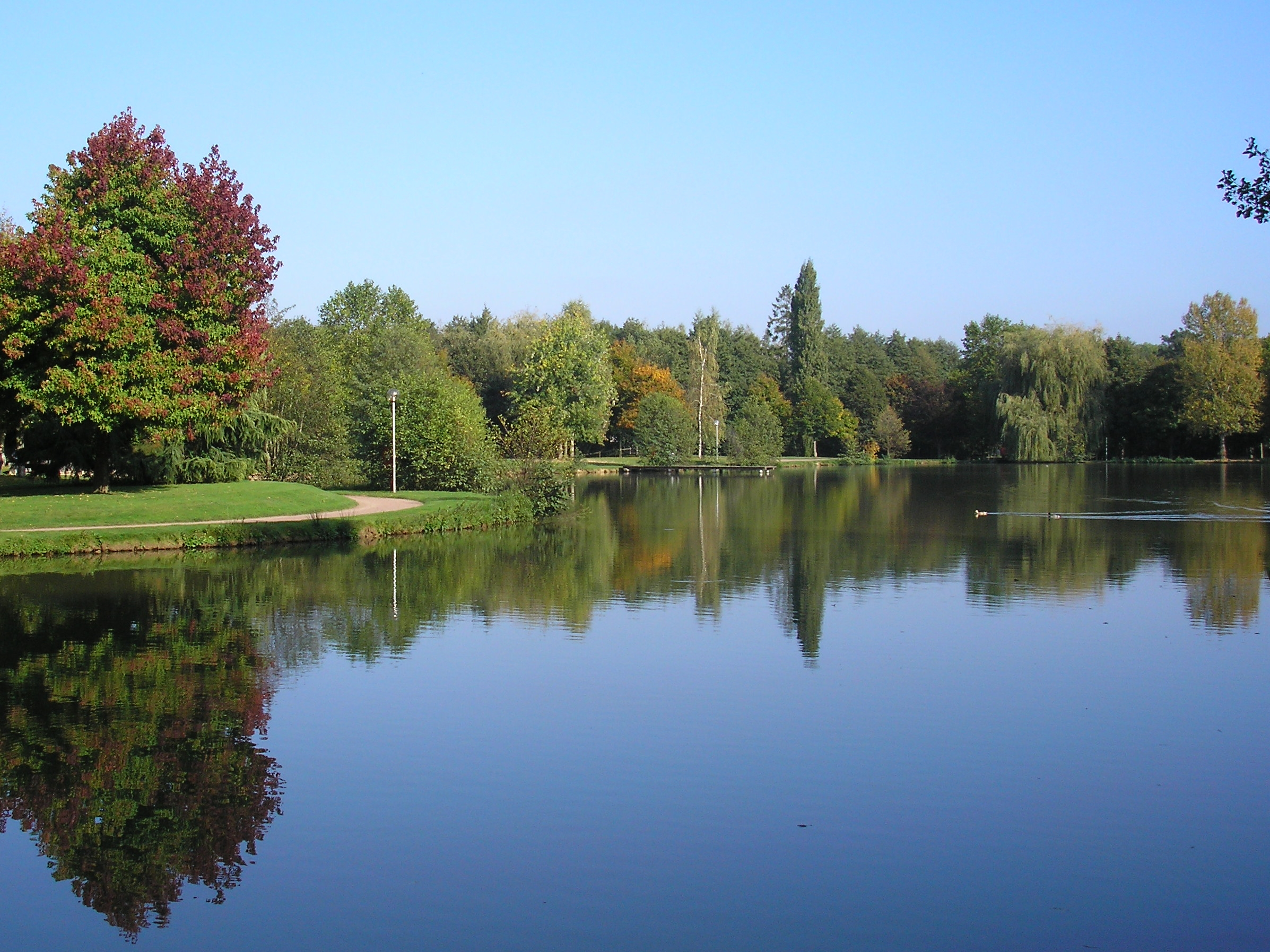
Le parc municipal
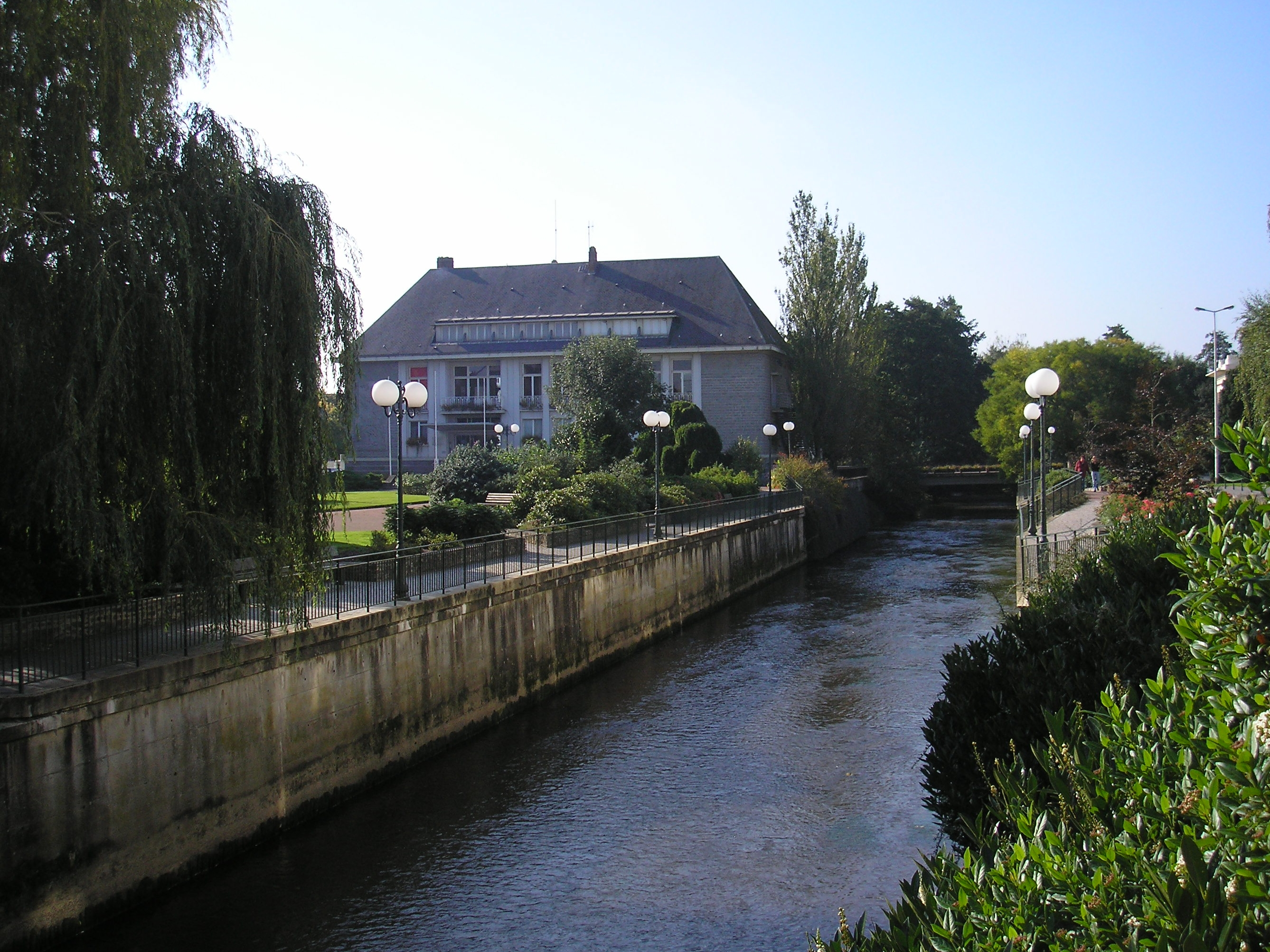
L'Hôtel de Ville